# John B
John B. Williams znany jako John B (ur. w 1977 w Maidenhead, Berkshire w Anglii) – angielski DJ i producent gatunku drum and bass. W jego muzyce, można zauważyć jego fascynację muzyką elektroniczną lat 80., synthpopem, electro, a także electroclashem. Założył wytwórnię Beta Recordings, która skupia twórców różnych odmian muzyki drum and bass. Obecnie styl muzyki jaki propaguje określa mianem electrostep, choć słynie też ze swojego zamiłowania do muzyki trancestep. Po wydaniu mixu dla MIXMAG pod nazwą "trance'n'bass" do dziś jest mylnie uważany przez większość amatorów za twórcę muzyki trancestep.
Ukończył studia na Uniwersytecie w Durham. 

## Dyskografia
- Visions / New Identity Recordings /1997
- Catalyst /1999
- Redox – Catalyst Reprocessed /2000
- Brainstorm – John B DJ Mix Compilation /2002
- Future Reference / Single CD & Ltd. 2xCD /2003
- in:transit /2004
- Electrostep /2006
- Light Speed / [2012]
- Timelines (1995-2020)